# Olympische Geschichte Simbabwes
| Gelbes Symbol für Goldmedaillen mit stilisierten Olympischen Ringen | Graues Symbol für Silbermedaillen mit stilisierten Olympischen Ringen | Braundes Symbol für Bronzemedaillen mit stilisierten Olympischen Ringen |
| ------------------------------------------------------------------- | --------------------------------------------------------------------- | ----------------------------------------------------------------------- |
| 3                                                                   | 4                                                                     | 1                                                                       |

Die olympische Geschichte Simbabwes beginnt im Jahre 1934 mit der Gründung des NOKs, dem Zimbabwe Olympic Committee. Das NOK wurde erst 1959 vom IOC anerkannt. Die britische Kolonie wurde erst 1980 unter dem Namen Simbabwe unabhängig. Vor der Unabhängigkeit nahmen 1928, 1960 und 1964 Sportler unter der Bezeichnung Rhodesien an Olympischen Sommerspielen teil.
136 Teilnehmer, davon 45 Frauen, konnten seit 1980 acht Medaillen gewinnen. Mit drei Gold-, vier Silber- und einer Bronzemedaille belegt Simbabwe Platz 63 im Ewigen Medaillenspiegel der Olympischen Spiele.

## Teilnahme an Olympischen Spielen

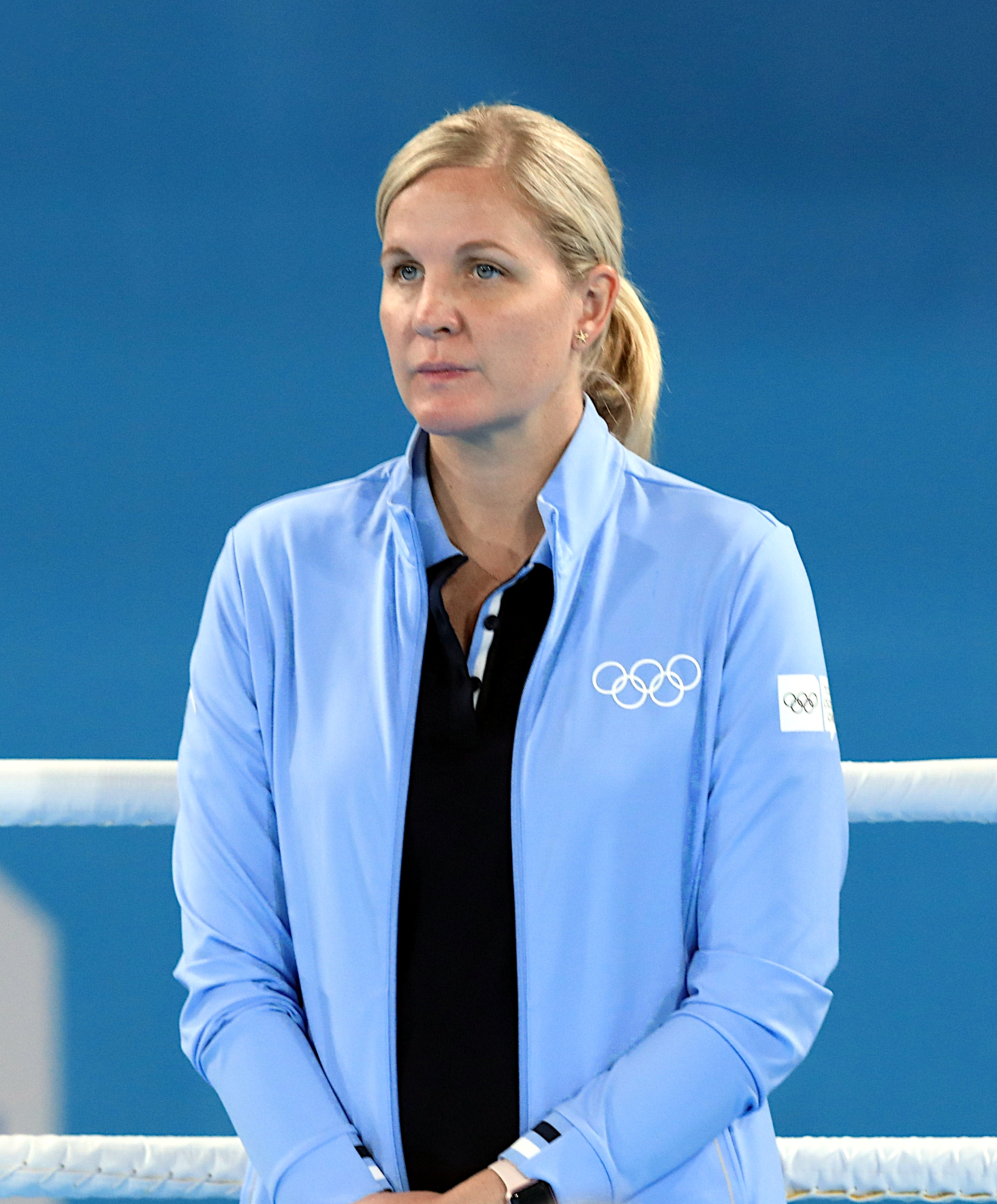
Kristy Coventry, die erfolgreichste Olympionikin aus Simbabwe

Schon beim olympischen Debüt bei den Spielen von Moskau 1980 gab es die erste Medaille, zugleich den ersten Olympiasieg, zu feiern. Die simbabwische Hockeymannschaft der Damen wurde mit drei Siegen und zwei Unentschieden überraschend Olympiasieger.
Die folgenden fünf Sommerspiele waren für die simbabwische Olympiamannschaft erfolglos. Nur der Boxer Ndaba Dube, der 1984 in Los Angeles im Bantamgewicht den fünften Platz erkämpfte, erreichte eine Topplatzierung. 1992 in Barcelona trat mit dem Schwimmer Ivor Le Roux, der bislang jüngste Teilnehmer Simbabwes bei Olympischen Spielen an. Am 26. Juli 1992 war Le Roux beim Start über 200 Meter Freistil 16 Jahre und 155 Tage alt. Am 1. August 1992 ging im Doppelzweier der Frauen mit der Ruderin Susanne Standish-White die bislang älteste Teilnehmerin Simbabwes an den Start.
Erst 2004 in Athen konnte ein weiterer Medaillengewinn gefeiert werden. Die Schwimmerin Kirsty Coventry gewann einen kompletten Medaillensatz, zuerst Silber über 100 Meter Rücken (16. August 2004), dann Bronze über 200 Meter Lagen (17. August 2004) und am 20. August 2004 Gold über 200 Meter Rücken.
2008 in Peking gewann Coventry sogar vier Medaillen. Am 10. August 2008 gewann sie Silber über 400 Meter Lagen. Es folgten zwei weitere Silbermedaillen: am 12. August über 100 Meter Rücken und einen Tag später über 200 Meter Lagen. Mit einem neuen Weltrekord erschwamm sich Coventry am 16. August schließlich über 200 Meter Rücken ihren zweiten Olympiasieg. Zwei weitere Medaillen verpassten die Leichtathleten nur knapp. Der Weitspringer Ngoni Makusha sprang im Finale am 18. August 8,19 Meter und verfehlte die Bronzemedaille um nur einen Zentimeter. Brian Dzingai lief am 20. August im Finale über 200 Meter der Herren mit 20,22 Sekunden auf Platz 4 und verfehlte die Bronzemedaille um 0,24 Sekunden.
2012 in London wurden keine Medaillen gewonnen, so blieb Kirsty Coventry die erfolgreichste Teilnehmerin Simbabwes. 2014 nahm erstmals ein Athlet aus Simbabwe an Olympischen Winterspielen teil. In Rio de Janeiro 2016 wurde Simbabwe erstmals im Fußball sowie im Reiten vertreten. Fünf Jahre später bei den Spielen in Tokio war es Scott Vincent, der als erster Golfer für Simbabwe an Olympischen Spielen teilnahm.

## IOC-Mitglied
Seit 2012 ist die zweifache Olympiasiegerin Kirsty Coventry IOC-Mitglied.

## Allgemeine Übersicht

### Sommerspiele
| Jahr      | Athleten           | Athleten           | Athleten           | Sportarten         | Sportarten         | Sportarten         | Sportarten         | Sportarten         | Sportarten         | Sportarten         | Sportarten         | Sportarten         | Sportarten         | Sportarten         | Sportarten         | Sportarten         | Sportarten         | Sportarten         | Sportarten         | Sportarten         | Medaillen          | Medaillen          | Medaillen          | Medaillen          | Medaillen          |
| Jahr      | Gesamt             |                    |                    |                    |                    |                    |                    |                    |                    |                    |                    |                    |                    |                    |                    |                    |                    |                    |                    |                    |                    |                    |                    | Medaillen – Gesamt | Rang               |
| --------- | ------------------ | ------------------ | ------------------ | ------------------ | ------------------ | ------------------ | ------------------ | ------------------ | ------------------ | ------------------ | ------------------ | ------------------ | ------------------ | ------------------ | ------------------ | ------------------ | ------------------ | ------------------ | ------------------ | ------------------ | ------------------ | ------------------ | ------------------ | ------------------ | ------------------ |
| 1896–1976 | nicht teilgenommen | nicht teilgenommen | nicht teilgenommen | nicht teilgenommen | nicht teilgenommen | nicht teilgenommen | nicht teilgenommen | nicht teilgenommen | nicht teilgenommen | nicht teilgenommen | nicht teilgenommen | nicht teilgenommen | nicht teilgenommen | nicht teilgenommen | nicht teilgenommen | nicht teilgenommen | nicht teilgenommen | nicht teilgenommen | nicht teilgenommen | nicht teilgenommen | nicht teilgenommen | nicht teilgenommen | nicht teilgenommen | nicht teilgenommen | nicht teilgenommen |
| 1980      | 43                 | 23                 | 20                 | 1                  |                    |                    | 1                  |                    | 15                 | 2                  | 4                  | 3                  |                    |                    | 8                  | 2                  | 3                  |                    |                    | 3                  | 1                  |                    |                    | 1                  | 23                 |
| 1984      | 16                 | 13                 | 3                  |                    | 3                  |                    |                    |                    |                    |                    | 6                  |                    |                    |                    | 3                  |                    | 1                  |                    |                    | 2                  |                    |                    |                    |                    |                    |
| 1988      | 30                 | 23                 | 7                  | 4                  | 3                  |                    |                    |                    |                    | 2                  | 7                  | 2                  |                    |                    | 2                  | 4                  | 1                  | 3                  |                    | 1                  |                    |                    |                    |                    |                    |
| 1992      | 19                 | 10                 | 9                  |                    |                    |                    |                    |                    |                    | 2                  | 7                  |                    |                    | 2                  |                    | 4                  |                    | 2                  |                    | 2                  |                    |                    |                    |                    |                    |
| 1996      | 13                 | 12                 | 1                  |                    | 2                  |                    |                    |                    |                    |                    | 6                  | 1                  |                    |                    |                    | 1                  |                    | 2                  |                    | 1                  |                    |                    |                    |                    |                    |
| 2000      | 16                 | 11                 | 5                  |                    |                    |                    |                    |                    |                    |                    | 8                  |                    |                    |                    |                    | 3                  |                    | 3                  | 1                  | 1                  |                    |                    |                    |                    |                    |
| 2004      | 12                 | 9                  | 3                  |                    |                    |                    |                    |                    |                    |                    | 6                  |                    |                    |                    | 1                  | 2                  |                    | 3                  |                    |                    | 1                  | 1                  | 1                  | 3                  | 49                 |
| 2008      | 13                 | 8                  | 5                  |                    |                    |                    |                    |                    |                    |                    | 7                  | 1                  |                    | 1                  |                    | 2                  |                    | 1                  | 1                  |                    | 1                  | 3                  |                    | 4                  | 38                 |
| 2012      | 7                  | 4                  | 3                  |                    |                    |                    |                    |                    |                    |                    | 3                  |                    |                    | 2                  |                    | 1                  |                    |                    | 1                  |                    |                    |                    |                    |                    |                    |
| 2016      | 31                 | 9                  | 22                 | 1                  |                    | 18                 |                    |                    |                    |                    | 6                  |                    | 1                  | 2                  | 1                  | 2                  |                    |                    |                    |                    |                    |                    |                    |                    |                    |
| 2020      | 5                  | 4                  | 1                  |                    |                    |                    |                    | 1                  |                    |                    | 1                  |                    |                    | 1                  |                    | 2                  |                    |                    |                    |                    |                    |                    |                    |                    |                    |
| 2024      | 7                  | 5                  | 2                  |                    |                    |                    |                    |                    |                    |                    | 4                  |                    |                    | 1                  |                    | 2                  |                    |                    |                    |                    |                    |                    |                    |                    |                    |
| Gesamt    | Gesamt             | Gesamt             | Gesamt             | Gesamt             | Gesamt             | Gesamt             | Gesamt             | Gesamt             | Gesamt             | Gesamt             | Gesamt             | Gesamt             | Gesamt             | Gesamt             | Gesamt             | Gesamt             | Gesamt             | Gesamt             | Gesamt             | Gesamt             | 3                  | 4                  | 1                  | 8                  |                    |

### Winterspiele
| Jahr      | Athleten           | Athleten           | Athleten           | Sportarten         | Medaillen          | Medaillen          | Medaillen          | Medaillen          | Medaillen          |
| Jahr      | Gesamt             |                    |                    |                    |                    |                    |                    | Medaillen – Gesamt | Rang               |
| --------- | ------------------ | ------------------ | ------------------ | ------------------ | ------------------ | ------------------ | ------------------ | ------------------ | ------------------ |
| 1924–2010 | nicht teilgenommen | nicht teilgenommen | nicht teilgenommen | nicht teilgenommen | nicht teilgenommen | nicht teilgenommen | nicht teilgenommen | nicht teilgenommen | nicht teilgenommen |
| 2014      | 1                  | 1                  |                    | 1                  |                    |                    |                    |                    |                    |
| 2018–2022 | nicht teilgenommen | nicht teilgenommen | nicht teilgenommen | nicht teilgenommen | nicht teilgenommen | nicht teilgenommen | nicht teilgenommen | nicht teilgenommen | nicht teilgenommen |
| Gesamt    | Gesamt             | Gesamt             | Gesamt             | Gesamt             | 0                  | 0                  | 0                  | 0                  |                    |

## Medaillen

### Medaillengewinner

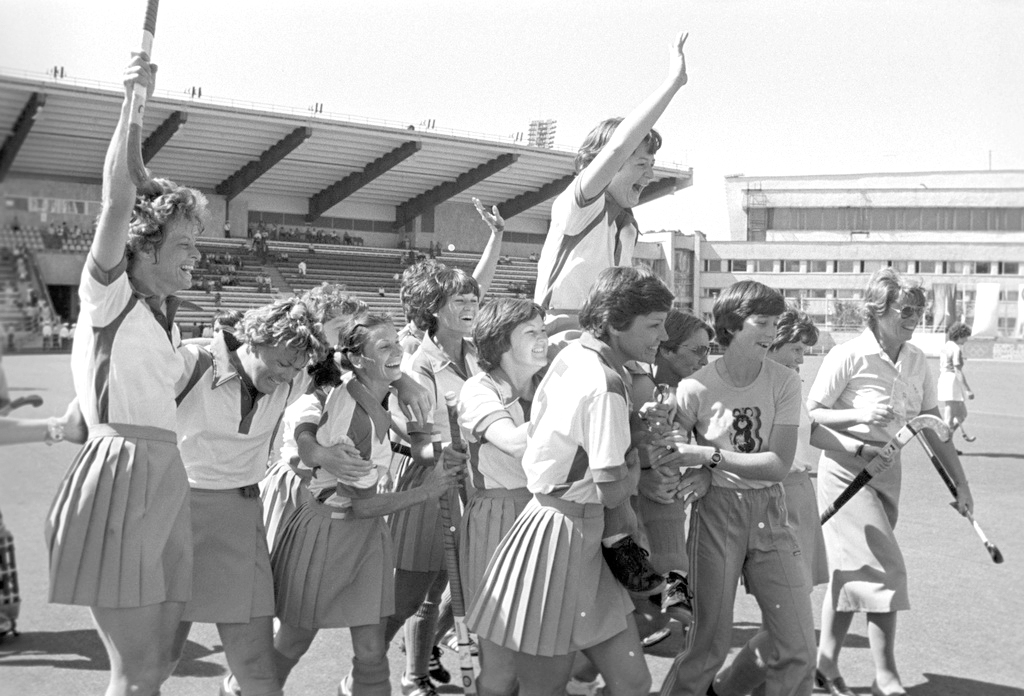
Die Hockeydamen gewinnen 1980 Gold

#### Goldmedaillen
| Name                     | Spiele      | Sportart  | Disziplin        |
| ------------------------ | ----------- | --------- | ---------------- |
| Hockeynationalmannschaft | 1980 Moskau | Hockey    | Damenturnier     |
| Kirsty Coventry          | 2004 Athen  | Schwimmen | 200 Meter Rücken |
| Kirsty Coventry          | 2008 Peking | Schwimmen | 200 Meter Rücken |

#### Silbermedaillen
| Name            | Spiele      | Sportart  | Disziplin        |
| --------------- | ----------- | --------- | ---------------- |
| Kirsty Coventry | 2004 Athen  | Schwimmen | 100 Meter Rücken |
| Kirsty Coventry | 2008 Peking | Schwimmen | 100 Meter Rücken |
| Kirsty Coventry | 2008 Peking | Schwimmen | 200 Meter Lagen  |
| Kirsty Coventry | 2008 Peking | Schwimmen | 400 Meter Lagen  |

#### Bronzemedaillen
| Name            | Spiele     | Sportart  | Disziplin       |
| --------------- | ---------- | --------- | --------------- |
| Kirsty Coventry | 2004 Athen | Schwimmen | 200 Meter Lagen |

### Medaillen nach Sportart
| Sportart  | Gold | Silber | Bronze | Gesamt |
| Schwimmen | 2    | 4      | 1      | 7      |
| Hockey    | 1    | 0      | 0      | 1      |
| Gesamt    | 3    | 4      | 1      | 8      |